# Galleri Dialog
Galleri Dialog är ett svenskt konstgalleri i Stockholm, som specialiserat sig på att ställa ut konst av  serietecknare och illustratörer. Samt även andra bildkonstnärer vid vissa tillfällen.
Många av galleriets utställningar är temautställningar med flera konstnärer samlade kring ett tema.

## Exempel på tidigare utställare
- Hans Arnold
- Björn Berg
- Inga Borg
- Gunnar Brusewitz
- Eva Eriksson
- Riber Hansson
- Anna Höglund
- Ulf Lundkvist
- Poul Ströyer
- Tecknar-Anders
- Anna-Clara Tidholm
- Gunnel Hillås